# Myrmecophilus chocolatinus
Myrmecophilus chocolatinus är en insektsart som beskrevs av Andrej Vasiljevitj Gorochov 1992. Myrmecophilus chocolatinus ingår i släktet Myrmecophilus och familjen Myrmecophilidae. Inga underarter finns listade i Catalogue of Life.